# Układ odosobniony
Układ odosobniony - dowolny wyizolowany od otoczenia układ, na który nie działają żadne siły zewnętrzne. Jeżeli na przykład układ taki składa się z dwóch punktów materialnych, wówczas jedynymi siłami działającymi w układzie odosobnionym są siły wywierane przez te punkty materialne na siebie nawzajem.